# MOONLIGHT MILEの登場人物
本記事では、日本の漫画・アニメ作品 MOONLIGHT MILEの登場人物について記す。
原則的に原作である漫画版（小学館『ビッグコミックスペリオール』連載）に沿って記述されている。
アニメ版は第一シーズンは原作と比較して大きい変更はないが、第二シーズンからはストーリーが大幅に書き変わりアニメオリジナル展開となったことで、設定変更が大幅かつ多岐にわたっているので注意が必要である。

## メインキャラクター

### 猿渡 吾郎
- さるわたり ごろう、声：井上和彦

この物語の主人公。兵庫県芦屋市出身。1982年4月2日～6月生まれ（原作第2話で年齢と入社年が示されており、かつ当該話の時間軸が2009年6月であったことからこの範囲に絞り込める）。極地以外では生の実感を得られない根っからのクライマーで、大学時代から登山を始め、親友のアメリカ人、ジャック・F・ウッドブリッジ（通称：ロストマン）と共に22歳で五大陸最高峰を制覇する偉業を成し遂げる。最後の登頂になったエベレスト山頂で目撃した虚空に浮ぶISS（国際宇宙ステーション）と、その向こうにそびえる月――MOONLIGHT MILE（月へのはるかなる道）の光景をきっかけに、より高みにある月に登ることを志すようになる。
日本に帰国後、ブルーカラーのプロフェッショナルであるBS（ビルディングスペシャリスト）が近い将来に月開発の最先端職になるであろう事を予見し、大手建設会社の竹永建設に入社するも本社勤務の内示を拒否し、現場作業員としてクレーン、ロボットアームなど建設工作機器の操縦者免許36種類をわずか4年間で習得。ある高層ビル建設現場で起きた資材崩落事故をその手腕で未然に解決したことが評価され、2009年に米月開発プロジェクト「ネクサス計画」に関与するBS専門宇宙飛行士候補としてNASDAへの出向を命じられる。
その後NASAに渡り、テキサス州ジョンソン宇宙センターで新型宇宙建設用重機ポッド『パワーローダー』の操縦マニュアル作成と水中シミュレーションに尽力。2011年にはロシア版スペースシャトル「ガガーリン」で日本人初のBSとしてISSへ向かい、2012年に起きた「ドネルケバブ号事故」の迅速かつ的確な処理対応でオーストラリア・シドニー市を救ったことが評価され、ロストマンと共にシドニー名誉市民に。
2013年、有人月往還船ガリレオの建造に携ったのち、2014年、第1次月遠征隊12名の一員として念願だった月へ降り立ち、ネクサス計画のベースとなる月面基地「スイートホーム」建設に従事する。2015年の「NASA月面基地テロ事件」で基地の危機を未然に防ぐも、事件解決のために介入してきたロストマン率いる米宇宙軍の作戦行動に従わなかった事から、米政府の顔色を窺ったNASDA第2次月開発計画の宇宙飛行士リストから外されて地上での現場作業員に逆戻り。
軍が介入する月世界への失望から高みに昇る夢を諦めかけていたが、月で妊娠が発覚した恋人の理代子と我が子に逢いに行くため、アメリカの手を借りずに再び月に戻ることを決意。民間ロケット事業会社「GORO便」を自ら立ち上げ、己の人脈とタカ派の鶴岡防衛庁長官をパトロンに旧式のH-IIAロケットを有人ロケットへと改造し、日本のロケット開発事業に関与してきたベテラン技術者たちの助けを経て困難を乗り越えついに宇宙へと舞い戻る。
その後ロストマンから米宇宙軍撤退後の治安を担うスペースガード（SG）の指揮官職をあてがわれロストマンとファトマとともに月へと向かう途中、月進攻中だった中国人民解放軍の武装貨物船団との戦闘で航行不能となった戦闘艦「ハッセルホフ」のレスキュー作業に向かい、誰しもが考えなかった方法で生存者52人全員と乗っていたスペースカーゴがデブリ直撃で破損し宇宙空間に放り出されたロストマンの救出に成功した。その凱旋のさなか、救出部隊を直接指揮したブライアンから息子の誕生を知らされる。
豪快な性格で背筋力270キロを越える底無しの体力を誇り、一見ガタイのいい粗野な人物に見えるが、超一流の重機操縦技術と的確な状況判断力を持ち、己の能力をどのように使えば良いか瞬時に把握し実行できる度胸の良さ、緊急事態で見せる発想力の豊かさなど、頭も抜群に切れる。どんな危機に対しても冷静さを失わず、時として誰もが思い浮かばないプランを創造し数多くの仲間たちを救ってきたことで、プロジェクト内外を問わず吾郎の為なら体を張ってでも協力を惜しまないという厚い人望を得ている好漢である。
ただし月面基地建設の最中、実の母親を交通事故で喪った際には精神的にかなり堪えたようで、暫くの間カリカリと苛立ち、無茶な任務を続けることで母の最期を看取ることが出来なかった無念を晴らそうとした。大好きだった母の最期の願いとして託された「月に幸せな家庭に溢れた居心地のいい街を作ること」が何よりの悲願であり、最初の月面基地には願いを込めて「スイートホーム（愛しき我が家）」と名付けた。そのため月社会の軍事的支配を画策する米軍と米政府には、大人の対応をしつつも一貫して敵愾心を抱いている。
生家は150年続く造り酒屋。本来なら吾郎の父が後を継ぐはずだったが、帰来の奔放な性格と山好きが昂じて家業を弟に任せて登山家兼山岳ライターになっている。吾郎の放蕩振りもその血を色濃く受け継いでいるようだ。
全裸になって自分の股間のイチモツをグルグルと回す珍芸・大車輪というお下劣宴会芸が得意。決してハンサムではないがその逞しさと包容力で女性遍歴は数えられぬほど多い絶倫男。理代子との初対面時も昼休憩の合間に高層建築用クレーンの中で食堂勤務の女性相手にせっせと励んでいた。しかし、理代子と付き合うようになってからはそのあたりは必死にガマン（？）し、知り合って10年目でついに結婚を申し込むものの、その直後に日本政府の意を受けた交渉役として月へ渡った理代子の妊娠が発覚し、また自らは打ち上げ準備があったため、息子誕生までに入籍できなかった。
第二部である2030年にはSGポリス長官に就任している。

### ロストマン
- (本名ジャック・F・ウッドブリッジ 声：平田広明)

猿渡吾郎の親友でもう一方の主役。モンタナ州出身のアイルランド系アメリカ人。通り名の“ロストマン”は、子供の頃に家出を繰り返したことから付けられたあだ名で、転じて「戦闘で失踪（ロスト）するような状況になっても必ず帰って来るタフガイ」という意味も持つ。
3人兄弟の末っ子。父は農機具の卸し業を営み、上2人の兄が家業を継いでいる。母はパッチワーク作りが趣味らしい。まるで絵に描いたような平穏で幸せな生活に満足できなかったことから、数度に渡り家出を繰り返した。吾郎とはタイプが違うが、彼もまた極地に身を置くことでしか心の平穏と生き甲斐を見つけられない生粋のクライマーである。
吾郎と共に五大陸最高峰を制覇した後、スペースシャトルパイロットになるべく、軍士官学校を経てアメリカ海軍に入隊。F-117B（アニメ版ではF-35C）ネイビーホーク小隊に所属し、卓越した戦闘機操縦技術を持つエース・パイロットとして活躍（一時期沖縄の嘉手納基地にも配属されていた）。その一方でNASAへの出向を目指しスペースシャトルパイロット養成プログラムを受けて一発クリア。そのままNASA入りの予定だったが、タイミング悪く発生したイラクの武装テロ鎮圧の為に中東空域へ出撃。敵の地対空ミサイルを受けて撃墜されて行方不明となり2009年7月28日に死亡と海軍記録に記録されるも、イラクの反政府ゲリラに助けられて一命を取り留め、帰国後正式にNASA入り。
2012年にスペースシャトル「アトランティス」のメインパイロットとしてISSで吾郎との再会を果たし、「ドネルケバブ号事故」ではシドニー市を壊滅から救ったことでシドニー名誉市民となり、吾郎と共に英雄ともてはやされ一躍時の人となる。
のち軍に戻ると月に至る最短の道として米宇宙軍創設計画に関わり、2013年1月に軍用スペースプレーン「ナイトメア」の実戦配備初フライト飛行を成功させて密かに米軍宇宙ステーションに配属される。2014年1月、中国の開発した宇宙戦闘機と人類初の有人宇宙戦闘を経験。半年後、脳波シンクロシステムを搭載した軍用無人ロボット『ガーディアン』の極秘テストでISSに潜入勤務。ISSデブリ衝突事故を終息させた後、月の裏側にある米宇宙軍月面基地「ファーサイドベース」の第12機械化小隊隊長として赴任。
2015年、NASA月面基地爆破テロ事件の鎮圧に出動。しかしこの事でNASAを隠れ蓑にしていた米宇宙軍の存在が明るみにでる。2018年頃には、完成したNASA月面基地司令官となっている。ムーンチャイルド騒動後の吾郎との交渉後、月開発担当大統領補佐官としてホワイトハウス入りし、実質上月世界の支配者として君臨する。
様々な経験と実績を積み上げて徐々に軍内部での地位を高め、軍の優位性を持って月世界を自国の支配下に置こうと企む米政府の傀儡として暗躍するようになり、やがて米大統領の代弁者として実質的な月世界の支配者にまで昇りつめた。またそれに伴い、月の平和利用を願うかつての親友・吾郎との対立を深めていく。吾郎と同様に驚異的な身体能力と明晰な頭脳を誇るが、政治的暗部の空気に染まったことで冷酷で非情な男へと変貌した。
2019年6月に吾郎を出迎え親子対面に立ち会うためファトマを従えて宇宙に上がり、吾郎と合流。吾郎にSGの指揮官職をあてがい、SGパトロール艦ミネルバで月へと向かう途中、友軍である戦闘艦「ハッセルホフ」の救難信号をキャッチ、現場に向かう。数年ぶりに操縦桿を握り、デブリの海で曲芸飛行をやってのけ、腕が落ちていないことを証明。52名の生存者救出のため吾郎の提案したレーザー推進作戦の実行を決断。スペースカーゴでシミュレート結果を待っていたところ、カーゴがデブリの直撃を受け大破してしまい、宇宙空間に放り出されるものの、吾郎の決死の機転のおかげで無事救助される。ハッセルホフの生存者たちやブライアン率いる救助部隊員らの吾郎への敬服振り、そしてブライアンと吾郎の握手を見て、「敵すら味方に変えてしまう」と評したファトマともども「完敗」を認めることとなった。
その直後始まった月軌道戦において、追い詰められたルナネクサスを死守するべく、ハッセルホフ救援艦隊に超長距離GDL砲集中砲火を敢行させ、見事中国軍を退ける。月に到着すると、大統領の意向もあって自らISA長官となるべくゲンズブールに更迭を言い渡す。しかしこれが引き金となり、ゲンズブールに命を狙われる事となるが、既にこの時点でゲンズブール派の動きを察知しており、逆に返り討ちにする。
翌日、吾郎たちの対面シーンを上から眺めていると、そこにかつて宇宙戦で死なせてしまった部下キャロラインの息子トビーとの再会を果たすこととなるが、彼はロストマンを逆恨みしており、持っていたナイフでロストマンは刺されてしまう。傷は深く、死亡したとも思われたが、歩によれば一命は取りとめたらしい。ただし詳細は不明。

### 池内 理代子
- (声：田中理恵)

吾郎より1つ年下の恋人。1983年12月6日～31日生まれ（生年は48話で自ら口にしている。かつ2018年12月6日～7日の妊娠報道時に34歳との報道がされており、仮に2018年の誕生日が来ていれば満年齢が35になるが否定されるため、この範囲に絞り込める）。元は吾郎の勤めていた大手建設会社本社の人事課長補佐だったが、吾郎の持つ超人的ポテンシャルと男気に惚れ、月を目指す吾郎のサポートを行うためにNASDAに出向し外渉部課長に。その後に発足したネクサス計画参加16カ国の宇宙局を統合したISA（国際宇宙機構）の日本支部事務次官に34歳の若さで昇進。
日本政府から全権委任を受けた代表団の1人として月で開かれるISA総会に出席するが、月基地テロ事件の責任を日本に押し付け（NASDA経由でテロリストが潜入した）、EU諸国の月開発費用負担の一部を日本に肩代わりさせる見返りに米宇宙軍の駐留を認めさせるスケープゴートとして日本をISAから切り捨てようとしていた米政府の思惑をロシア代表として出席していたエリザベータから聞かされる。しかしそのタイミングで吾郎の子供を胎内に宿していることが発覚。図らずも世界初の地球外妊娠者という歴史的人物となったことで、ムーンチャイルド誕生による世論の拡大を懸念した月の実権を裏から握りたいアメリカ政府の代弁者であるロストマンから裏取引を持ちかけられ、日本の国益のため一度は堕胎を決意。ところが効を焦ったファトマとゲンズブール一味により拉致され、取引前の強制堕胎手術が行なわれそうになったところを、マギーや沢村、クリスの活躍により救い出され、反意して我が子を守り月で出産する事を決意。その後も執拗に妨害工作を受けるも、マギーの機転で自らの妊娠が世間に公表され、逆にムーンチャイルド養護の世論を突きつけ、吾郎の目指す月の平和利用の大きな後押しとなった。
2019年6月17日、人類史上初のムーンチャイルドである男子を帝王切開にて月で出産。
冷静でしたたかな知性を持つ黒髪の眼鏡美人（妊娠公表後は裸眼ないしコンタクトで通している）だが、宇宙に目が向きすぎてなかなか連絡をよこさない吾郎にヤキモチを焼いたりするなど、怒りっぽいところもある（後述）。吾郎にはベタボレで「裏切ったら承知しない」と脅して吾郎の子供が欲しいと自ら愛を告白する。鹿児島県出身。判明している家族に母親がいる。名前は漫画家池田理代子からか。
- - 2012年夏のムーンウォーカー事件の際、病院で吾郎が耕介を見つめつつ「あいつの妹（知佳）かわいいんだよな」といったのにムカッときている。
  - 同事件の海流調査時の水着姿を吾郎に「三十路には見えない」といわれて酸素ボンベの底を吾郎の頭に叩きつけた（なおこのときまだ28歳であるので怒るのも無理はない）。
  - 2014年4月に吾郎と総一郎との交信仲介を待っているときに生年をきかれて正直に答えたとたん、総一郎が年齢を逆算してしまってそれにムッときた。
  - 2018年8月に佐渡で吾郎に再会したときに、吾郎の書いた稚拙な暑中見舞いを突きつけて「スカタン！！」と怒った。

### 猿渡 歩
吾郎と理代子の一人息子。2019年6月24日（ルナネクサス時間）生まれ。

## サブキャラクター

### 吾郎の支援者
澤村 耕介 (声：高橋広樹)
NASDA種子島宇宙センターのムーンウォーカー（以下略称：MW）開発部技師。ロボット開発技術者として、開発の第一線にいることに強い誇りを持っており、月面作業用ロボット「ムーンウォーカー」の実用化に情熱を燃やす。MW水中歩行実験でMWの運転士としてやってきた吾郎が指示通りの動きをせずに転倒を繰り返しイライラを募らせていたところ、自らの過失もあり水中カメラマンの死亡事故を起こしてしまう。しかしそれが上司の仕組んだ策謀が原因であり、自らも巻き込まれて窮地に立たされたところを吾郎と理代子らの協力によって逆に真相を暴く。
吾郎に刺激を受けたことで自らも宇宙開発の現場で蓄積したロボット技術を活かしたいと考えるようになり、宇宙空間での重機操縦士兼マシンメンテナンス専門の宇宙飛行士となるべく宇宙に渡った後は、恩のある吾郎の良き後輩・協力者となった。
重機の扱いに天才的な感性を発揮し、緊急事態となったISSのデブリ群衝突事故では米宇宙軍が極秘テストしていた脳波シンクロシステム搭載の最新鋭無人作業ロボット『ガーディアン』を操縦未経験ながら即座に操り、ISSクルーの命を救ったことで「Mr.ガーディアン（天空の守護者）」というニックネームを付けられ、英雄視されるようになる。その後も月面都市開発計画に携わり、ムーンチャイルド事件における理代子の危機や、H-2Aロケット打ち上げの妨害テロで直接手を出せない吾郎に代わって窮地を救う役割を果たした。
とにかく根が真面目すぎる正義感の強い性格だが、その反面妙に頭が固く意固地なところがあり、吾郎からは「少しは悪いことも覚えないと宇宙じゃ暮らしていけない」と忠告されたりもしたが、数々の貴重な経験を積むうちに一流の宇宙作業員となった。両親はすでに亡く（アニメ版で飛行機事故が死因とされている）、家族は年の少し離れた妹の知佳のみ。
マギー・ヒラオカ (声：川上とも子)
月基地での人気情報バラエティ番組“マギー'S SHOW”の司会をつとめる日系人アイドルジャーナリスト。好奇心旺盛で、華奢な外見からは想像もつかないが類いまれなる体力と精神力を持つ（全米から集まった5千人のオーディション参加者の中でBSと同等レベルでNASA宇宙飛行士訓練プログラムをパスしたのは彼女だけであった）。童顔で公式的には20歳としているが実は28歳（2016年9月時点、すなわち1987年9月～1988年9月生まれ）で、このことは身元チェックが厳しいNASA内では公然の秘密となっている（マギーはかなり不快の模様）。様々な経験を積んで来たため、頭の回転が速くカンも鋭いしたたかな女性。血液型はAB型。
月面での長期ロケ取材中に遭遇した月面基地爆破テロ事件において、ともに捜査を行いまた命を救ってくれた吾郎と親交を深め、月面での出来事をありのまま地球に伝える「窓」としての使命を吾郎に託される。テロ事件に深く関与したことで米宇宙軍の監視下に置かれて以降は、ジャーナリストとしての誇りを（表向きは）捨て「プロパガンダの女王」として生き延びることを選ぶ。しかしファトマとゲンズブールが独断で進めていたムーンチャイルド抹殺作戦を事前に察知した時は、大恩ある吾郎の恋人たる理代子を救うために一計を企てて米宇宙軍相手に沢村、クリスと共に奔走。最後は味方すら欺いた起死回生の一手がやがて月社会に大きな変化をもたらすことになる。
ムーンチャイルド誕生後の月面軌道上の戦闘をカメラに収めようとしたが、中国軍の電磁魚雷の前に乗っていた船が落とされ、あえなく撤退。
2030年現在、43歳（表向きは35歳で通していると思われる）。SGポリス長官になった吾郎の秘書をしている。
クリス・ジェファーソン (声：石塚運昇)
アメリカ出身の黒人男性で、ネクサス計画発表後、本格的に宇宙開発に携わった初のビルディングスペシャリスト。その際は重機操作専門の現場作業員（ブルーカラー）としてISSの増設工事に携わっていた。
姉のモエラが行きずりの恋人として付き合っていた吾郎とは同僚で家族ぐるみの親交がある。NASAが日本と共同開発した宇宙建設用重機ポッド『パワーローダー』の宇宙空間での実用運転中にデブリ衝突事故にあうが、吾郎が立てた奇抜な救出プランにより命を救われる。その後、吾郎と共に第1次月遠征隊12名の1人として月へ向かうことになり、その過程で太陽フレア爆発による放射能被爆したスティーブに代わり月遠征隊のリーダーを引き継いで交代要員だった同僚・ミゲールを連れて行く。
その後地球へ帰還、マギーが月へ向かう時点でジョンソン宇宙センターにいる描写があり、1～2年の地上勤務ののちに再び月面へ向かったと思われる（1次遠征からの帰還後からルナネクサス勤務までの時期はこのシーンしか描写がない）。そしてBSとしてルネネクサスで働いていたところ、ファトマたちの陰謀をキャッチしたマギーから話を持ちかけられて共に理代子を危機から救出した。
米大リーグのテキサス・レンジャースのファン。自身も野球が得意で、学生時代に州大会でホームラン記録を作っているスラッガーだった。親族には先の姉モエラと姪のトレイシーがいる。
スティーブ・オブライエン（声：有本欽隆）
イギリス出身。吾郎が初めてISS勤務に就いた時のリーダー。元妻にひきとられた娘とギャンブルをこよなく愛する。第1次月遠征隊の初代チームリーダーに就任するが、ミッション開始直前の太陽フレア爆発による宇宙放射線防御対策「オリオンの盾」作戦のため、チーム最高齢者として同僚パオロとともに仲間を救う盾となってシャトルの手動制御を行なう。吾郎たちの行なった緊急ミッションにより被爆によって命を失うことはなかったが、ミッション遂行可能な被爆値を僅かにオーバーしてしまい、吾郎たちに後を託してパオロと共に地球への帰還シャトルに乗り込む。この事件後に現役引退しNASA宇宙飛行士室長となるが、ISS加盟国会議から推挙された月での警察組織スペースガード（SG）の初代長官として月へ降り立つこととなる。本人曰くこの人事は自身の将来設計になかった、との素直な思いを理代子に吐露している。紳士らしくキッチリと分けられた髪型とハルク・ホーガンのような口髭が特徴。
エリザベータ・コルサコフ (声：鳳芳野)
ロシア宇宙庁局長。宇宙への夢に人生を捧げた旧ソ連の宇宙飛行士、父・ウラジミールの遺志を継いで宇宙開発事業に携わる。ネクサス計画では月遠征隊の母船「ガリレオ」の建造と管制の責任者を務めた。
非公表になっていた事故で密かに宇宙空間に葬られていた父の遺体を吾郎が偶然見つけ、約1年半後に回収できるように軌道計算した上で再投棄した吾郎に感謝し、以後恩義を感じて協力者になる。理代子がISA総会に出席した際に、アメリカが企む日本切捨て計画を事前に伝えた。
ヨゼフ・フィルスマイヤー (声：千葉一伸)
ドイツ人。民間企業初の宇宙用20tクラスカーゴ「ドネルケバブ号」のパイロット。空中発射母機となっていたジェット機の爆破テロに巻き込まれ、中途半端な高度で放り出された「ドネルケバブ号」の中で救助を待つことになる。高齢出産間近の妻と生まれてくる息子の為に命懸けで地上に戻ることを決意し、吾郎とロストマンの活躍によりなんとか救出されたが、自身は短時間の減圧による減圧症にかかり2度と宇宙に上がれない体になってしまう。
事件の1年半後に宇宙開発の場から引退。
ドイツ国内航空の技術部長に任命されるも2015年あたりからスペースプレーン開発に参加。その実績が認められ、3年後に宇宙へ渡ることになった理代子たちISA日本支部を乗せるスペースプレーン・オリンピア号の機長として再登場し、吾郎を地上に残して宇宙に昇ることに引け目を感じていた理代子に「次は自分たちがクライマーの為に道を開ける番だ」と励ましの言葉をかける。現在はドイツベルリン市内で妻と息子の3人で暮らしている。
荒川 弘道
ロケット工学教授。日本が誇る同部門エンジニアの最高権威であり、元NASDAロケット開発部門の責任者。
現場から引退していたが、タカ派の鶴岡防衛庁長官を巻き込んだ吾郎が博物館に飾ってあったH-IIAロケットを手に入れたことで、その全てを知り尽くしている荒川に協力を要請。吾郎の言葉に己の生き様を感じたことで心を動かされ、かつての仲間たちと共に吾郎の下へ参集する。日本単独での有人宇宙飛行成功は、荒川ら日本のロケット技術者たちの悲願であり、己の人生の全てを傾けたH-IIAロケットを「息子」と呼び、それを再び我が手に戻し最後のチャンスをくれた吾郎の事は「俺たちの大将」と呼んで強い信頼関係で結ばれている。
長年ロケット開発に心血を注いだその裏で、家庭を犠牲にしていたことは否めず、息子の弘人がグレて暴走族に入ってしまうなど家庭崩壊寸前だった。その後息子は家庭を持った事で更生、子を持つ親の気持ちを理解し男として仕事に心血を注いだ父を認めた。そして和解の意味も兼ねて5年ぶりに会うことになり、前回のH-IIAロケット打ち上げを見るために種子島に向かう途中、玉突き衝突事故に巻き込まれ家族ともども亡くなってしまう。しかもその時の打ち上げは予算不足で燃料確保が出来ずに中止になり1年後には日本がロケット事業から撤退。大量のロケット技術者はリストラされて荒川もまたそれ以来抜け殻のような生活を送っていた。それだけに吾郎のプロジェクトは、荒川にとって己の悲願成就の他に「息子に打ち上げを見せてやりたかった」という無念を晴らす意味も込められていた。H-IIAロケット基地移送中の爆破妨害工作に巻き込まれ破片を目に浴びて失明するも、亡くなった多くの仲間たちと息子家族のために、最後まで意欲を失わず打ち上げ成功を見届けた。異様な程の大食漢で早食いを特技としているが、消化器官が優秀なために体格は痩せ型。

### アメリカ宇宙軍・政府高官
ファトマ・トゥレ・グットウ (声：田中敦子)
エチオピア人。アフリカ女性初の月面到達者で、元オリンピック女子マラソンの銀メダリスト。栄光の裏にある悲痛な過去と決別すべく、第2次月遠征隊に参加するが、物資運搬艇の事故で恋人と死別。なんとか基地に帰ろうと月面を5時間で100キロ走ったところで米軍のガーディアンによる秘密演習現場を目撃、生命の窮地に立たされ絶望に打ちのめされる中、隊長のロストマンに見出されて再教育を経たのち、月面基地司令部秘書官としてロストマンの右腕に収まる。
激情家で野心家。ロストマンを心から愛しており、共に成功を掴むためには手段を選ばない。その想いが強すぎ、ロストマンの思惑から外れたところで密かにルナネクサス副指令の地位を餌にしたゲンズブールと手を組み、ロストマンとの裏取引に応じようとしていた理代子を拉致して、お腹の子ムーンチャイルドを強制的に堕胎させようと企む。
ところがその作戦途上、事情を察知したマギーらに理代子を奪還され、軍用犬まで持ち出して捜索。軍用犬が理代子らを発見し、容易に拘束できる状態にしてもなお、流産に至らしめることを意図して過剰に理代子を暴行させたため、理代子は死の恐怖も手伝って感情が理性を上回り母性に目覚めてしまい、結果として裏取引の要素である「中絶応諾」の撤回を決意させてしまう。さらにマギーの裏の裏をかいた機転により全世界に「人類初の月での妊娠」が明らかになってしまった上、これらの背信行為もロストマンの知ることとなって任務から更迭。その後地上勤務を経て再びロストマンに忠誠を誓い宇宙へ舞い戻る。
直後にハッセルホフ救出作戦に参加、そのときの吾郎の行動振りに「完敗」を口にした。
月到着直前にサイモンからゲンズブール派のクーデター計画を知らされ、見事に返り討ちにするものの、そのサイモンの油断でロストマンに危害が加えられるのを防ぐことができなかった。
ブライアン・ジョンソン (声：てらそままさき)
ロストマンの海軍時代の上司で優秀な戦闘機パイロット。当初は独善的なロストマンの態度に反感を持っていたが、のちに彼の優秀な宇宙船操縦技術と政治的手腕を認めて良き理解者となる。ロストマンと共に軍用スペースプレーン配備時から宇宙での任務に従事。その後もルナネクサスに常駐するアメリカ宇宙軍司令官として前線を束ねる要職にある。中国軍の強襲を受けた仲間たちとロストマンを救出した吾郎に感謝すると共にこれまでの行為を詫びて吾郎と和解し、改めてムーンチャイルドを守る事を誓って握手した。
2030年時点での肩書は米国宇宙軍将軍、及びネクサス評議会宇宙軍顧問。
リチャード・ゲンズブール (声：大川透)
アメリカ大統領補佐官で、のちにISA初代長官に昇進。典型的なホワイトカラーで、大統領の座をも狙おうとしている野心家。それゆえ月面の宇宙軍を掌握し政界においても急速に成り上がってきたロストマンを快く思っていない。
自分の野望のためならば強硬手段を使ってでも相手を従わせるという暴力的な側面を持ち、ロストマンから窘められるも、ファトマと手を組んで理代子を拉致し秘密裏にムーンチャイルドを抹殺しようと企てるが失敗。その後事態収拾を一任されたロストマンによってファトマともども更迭されるかと思われたが、ムーンチャイルド暗殺計画は裏の話であり、ISA総会開催中のトップの交代は不適切と判断され、結局長官職を続投することとなる。
中国船団を指揮官として迎え撃つが、敵の攻撃の前にルナネクサス陥落寸前まで追い詰められ、戻ってきた宇宙軍の砲撃に救われる。その後月に到着したロストマンから更迭を言い渡され、ロストマン暗殺を決意する。
ロストマンをCGの大統領をつかった偽通信でマスドライバーを利用した物資運搬軌道上におびき寄せ、物資コンテナとの衝突事故に見せかけて始末しようとして、計画は成功したと思われたが、ロストマンらの乗った船は無人で、乗り込もうとするモニターに写ったロストマンらも実はCG（一種の意趣返し）・・・つまり、ロストマンらに既に計画は漏れており（先述のファトマおよび後述のサイモンの項目参照）、ロストマンに返り討ちにされた。ちなみにシンパはファーサイドベースへ送られている（制圧時にロストマンが指示する描写がある）が、本人がどうなったまでは言及されていなかった。
家族は妻と娘が一人。娘は心臓病を患っており、移植のドナーを待っている状態。移植後は心臓への負担が少ない月に呼び寄せるつもりであることを周囲に明かしている。そのためにも、更迭されて地球に戻るわけにはいかなかったようである。
2030年時点での肩書はスペースガード内の秘匿部署、ガーディアンを率いる対テロリスト対応の公安局長。家族は月に迎えている。
サイモン・フン
ルナネクサスの管制ネットワークの運用を担当するNSAの技官。上司の命令に従って監視を付けたり外したりする描写から、運用主任のような立場にあると考えられる。理代子の監視を命じられたファトマに、エシュロンの存在と能力を説明する。
職務上、ゲンズブール派の造反に早くから気づいており、クーデター計画をロストマン側に通報することで高い地位を得る。
だが、クーデター鎮圧後に深く考えずにロストマンを監視対象から外してしまい、ファトマに殴り倒された挙句、ロストマンに危害を加えられる失態を犯すことになる。
2025年の印パ核戦争の際、ロストマンの治療の為に密かに地球へ降りようとファトマと共にISSに居たが、核爆発の影響でISSが地球へ落下する最中に謎の部隊に襲撃され、ファトマを脱出ポッドに誘導して自身は死亡した。
アボット(声：天田益男)
ロストマンの預かる米宇宙軍スターファイター隊のパイロット。ロストマン機の副操縦士で階級は中尉。同じ隊に所属するキャロラインとは恋仲。
中国の宇宙戦闘機・天龍の攻撃によりキャロラインを失った激しい恨みと減圧症による錯乱から、ロストマンと協力して地球に帰還しようとしている敵兵士ツェン・リーを襲撃。ところが、手にした凶器でツェン・リーのつけていた腕輪のエアハッチボタンを誤って叩いてしまい、宇宙空間に放り出されそうになる。ツェン・リーが咄嗟に救いの手を差し伸べたが、恋人を殺した敵に助けられることを拒み、自ら手を振り払って虚空へと消えていった。
キャロライン(声：浅野まゆみ)
ロストマンの預かる米宇宙軍スターファイター隊のパイロットで階級は大尉。
アボットとは恋仲だが、未亡人でありトビーという息子がいる。ツェン・リーの操る中国の宇宙戦闘機・天龍のレーザー攻撃によりスターファイターごと宇宙空間に爆発四散する。
トビー
キャロラインの息子。アボットと母の不在時および死亡後はキャロラインの親族の男性に預けられる。母らを見殺しにしたロストマンを恨んでおり、吾郎たちの対面のさなかロストマンの前に姿を現す。最初のうちは軍務の中で死んだ母とアボットのことはやむをえないといったが、これはロストマンの油断を誘うための演技で、俺の近くで見ろといったロストマンに近づいてめった刺しにした。直後に駆けつけたファトマによって銃殺される。結局ロストマンはかろうじて生き延びた模様であり、彼の復讐は完遂できず道半ばに終わる事となった。
スーザン・ゴア
米宇宙軍の女性大尉。戦闘艦ハッセルホフの副艦長で52名の生き残りのうちの1人。
救出に来た吾郎たちに安堵の涙を流しながら状況を報告。絶望的な状況下の中、吾郎の提案した奇策によって生存者共々無事救出された。
2030年時点では、米国宇宙軍月面艦隊司令を務める。

### NASA・NASDA・ISA関係者
イヴァン・プロボノフ (声：杉野博臣)
ロシア出身で叩き上げの宇宙飛行士であり、吾郎やロストマンにこそ及ばないが強靭な身体能力を誇る。頭は緩くウェーブのかかった天然パーマ。少々短気で喧嘩っ早い。
ドネルケバブ号事故の際の4時間減圧処理に吾郎、ロストマンと共に耐え切ってみせたが、作業途中で意識障害を起こしてしまい、吾郎に助けられる。
その後も第1次月遠征隊のメンバーに選ばれ、吾郎の良き仲間としてムーンベースI（スィートホームの前身）建設に従事。
第5次月遠征隊で再びスィートホームに戻った頃にはルーシー・ウーと恋仲になっている。スィートホーム周辺の第3工区爆破事故に巻き込まれた吾郎を救出した。
ウォーレン・スミス (声：福田信昭)
NASAジョンソン宇宙センター局長で、月資源採掘・開発計画である「ネクサス計画」初期の中心人物。ISSを管制し、月基地建設の物資運搬、ビルディングスペシャリストの育成などを行う。「ドネルケバブ事故」での貸しから吾郎の要請を受け入れ、ムーンウォーカー開発現場の視察に訪れる。
ISSの事故後、極秘ミッションの指揮を執るために退官、そのミッション中に負傷、入院した。
ミゲール (声：矢部雅史)
イタリア人。第1次月遠征隊の緊急補充要員として衛星軌道上に浮ぶ月往還船ガリレオの維持任務についていた。太陽フレア爆発により累積被爆値が許容量オーバーしたスティーブの代わりに第1次月遠征隊に加わる。宇宙飛行士としての経験は浅いが鼻っ柱だけは強く、「はねっかえりのミゲール」と呼ばれている。
パオロ・デ・ロッシ (声：秋元羊介)
イタリア系アメリカ人。ミゲールと共に第1次月遠征隊の緊急補充要員として衛星軌道上に浮ぶ月往還船ガリレオの維持任務についていた元空軍のベテランメカニックマン。妻の形見のビオラを引くのが趣味。協調性に欠けるミゲールを諭し、スティーブと共にシャトルで地球に帰還する。
野口 (声：坂東尚樹)
NASDA種子島宇宙センター・ムーンウォーカー（以下略称：MW）開発室室長。東京大学理工学部ロボット研究センターから肝煎りでNASDAに入った優秀なロボット設計技師でMWを設計開発した。
当初は理想に燃えていたが、いつしか己の力に溺れて一部の国会議員と手を組み、表ではMWの実証性を披露しつつ、裏では長年に渡り膨大な研究開発費を得るため、腰部油圧系システムのデータ改竄を繰り返すことで人為的欠陥を捏造し開発テストを遅延させ、企業にMWの部品を発注する際に水増し請求させてその一部を着服し私腹を肥やしていた。その出自からNASDA内部でも権限の強い人物で、死亡事故とMW開発の因果関係を切り離すためにMW歩行実験事故当時のデータを強権を使ってNASDA本部の事故調査委員会が入る前に経済産業省へ上げてしまい、真実の隠蔽を図ろうと画策していた。しかし事故原因に最初から疑問を持っていた吾郎と理代子の機転によって押収されたデータを澤村が解析し、その陰謀は白日の下に晒されることになる。
宮里 正樹
MW水中歩行実験の撮影を担当しているNASDA勤務の水中カメラマン。
吾郎の操縦するMWの転倒に巻き込まれ下敷きになり死亡。吾郎は操縦桿から伝わる違和感から「カメラマンの位置が近いのでは」と予め沢村に進言していたのが、平地歩行での転倒がまずありえないと確信していた沢村が監視モニターから少し目を離した隙に事故が起こってしまった。生前の人柄が良かったようで仲間たちの人望も厚い。
妻と一人息子がいる。吾郎はせめてもの罪滅ぼしの意味でNASA製のダイバーズウォッチを息子に贈った。
瀬川 (声：吉水孝宏)
ロスにあるNASDAアメリカ支局に勤務する職員で澤村の世話役。その後、ISA日本支部入りした理代子のサポートアシスタントとなって再登場する。
オスカー・エイゼンシュタイン (声：池田勝)
高名なエンジン設計技師で博士。自ら設計したスペースプレーン「X-68ナイトメア」の試験飛行（ロストマンとブライアンがパイロット）に立ち会った。老齢ながらこの他にも数々の軍事開発に携わっており、月面に建設する核融合炉の設計も行なっている。「ネクサス計画」を影で支える中心人物の1人。
ワケイン (声：島香裕)
エリア51基地司令官。階級は准将。エイゼンシュタイン博士と共に「X-68」の試験飛行を見守る。
ルーシー・ウー
中華系マレーシア人。1986年生まれ。耕介とはBS養成プログラム訓練生として、第5次月遠征隊のアジア枠の座を争うライバルであり恋人同士。18歳から6年間マレーシア陸軍技術将校としての経験があるため、体力は並みの男より数段上であり、BS養成プログラムでも常に総合No.1の座にいる。
訓練中のロスで澤村と共に偶然コンビニ強盗に遭遇。相手が発砲したのを受けて2名の強盗犯を射殺（後に「ルーシー・ウー事件」と呼ばれる）。しかし戦闘不能になった相手に冷静に止めを刺したことで過剰防衛と感じた澤村と亀裂が生じる。「殺害は過剰防衛」と主張するカリフォルニア州と「正当防衛だった」と主張するNASAとの間で裁判になるが、「市民を救ったヒロイン」と持て囃す世論も味方し、さらにその声を敵に回すことを良しとしなかった日本政府の要請を受けた澤村も真実を隠して正当防衛を証言したため無罪に。逆にこの事件が知名度アップとなり第5次月遠征隊のアジア枠を獲得するも、国の期待と夢の獲得のために全てを捨てる決心をして、澤村に別れを告げる。その揺るがぬ強さに澤村は「君のようにタフじゃなきゃ月には手が届かないって現実がよくわかった」と自分の抱えていた精神的甘さを認識する。
第5次月遠征隊として月面基地スィートホームに着任。イヴァンとは恋仲になっているようだ。
イザベル・ドゥニャ (声：牧島有希)
ウェーブのかかったブロンドのロングヘアを持つフランス出身の白人女性宇宙飛行士。第1次月遠征隊のメンバーの一人。
キャロル・バーンズ (声：松岡美佳)
イギリス出身の黒人女性。ドレッドヘアが特徴。第1次月遠征隊のメンバーの一人。
コニー・ウォン (声：根谷美智子)
黒髪と東洋的な顔立ちを持つ中国系アメリカ人女性。第1次月遠征隊のメンバーの一人。
ポーシャ・ロジンスキー (声：柳井久代)
ロシア出身の白人女性。第1次月遠征隊のメンバーの一人。黒髪のショートヘアが特徴。
ジョージ・スチュワートII世
イギリス出身の白人男性。第1次月遠征隊のメンバーの一人。
フリッツ・シュワルツ
ドイツ出身の白人男性。第1次月遠征隊のメンバーの一人。
アン・デイビス
カナダ出身の白人女性。第1次月遠征隊のメンバーの一人。ブロンドでストレートのロングヘアを持つ。
フェデリコ・ロッシ
イタリア人の白人男性。第1次月遠征隊のメンバーの一人。
ボブ・マッキンタイア（声：長嶝高士）
第1次月遠征隊の頃のISSリーダー（太陽フレア事件の際にISSのメンバーは1度シャトルで全員脱出しているので、それ以後に着任したものと思われる）。月資材運搬船ホーナーへの資材積み込みのために着任してくる新人の澤村たちを出迎えた。
元米海軍所属でロストマンの部下だったが、宇宙へのキャリアを積み上げるためにあえて軍を利用していたクチ。軍に協力し澤村たちと共に送られてきたコンテナから「ガーディアン」を引き取り秘密裏に運用実験を行なったのも、宇宙戦により急激に増えたデブリ群に対し老朽化したISSを持たせるために即時EVA活動で対応することが必要不可欠になっていたため。宇宙の軍事利用にもやもやとした気持ちを持っていた澤村に「宇宙開発は軍事技術で支えられてきたのではなく、軍事技術を喰って平和利用することで成長してきた。道具は使う人間の意志1つで変わるんだ」と説く。
2019年6月時点では宇宙ステーション「フリーダム」のリーダー。
2030年時点ではルナネクサス知事。
カレン・ギネス
澤村と共にISSに着任した女性宇宙飛行士。
エド・フランク
米モンタナ州出身の黒人男性宇宙飛行士。澤村と共にISSに着任したメンバーの1人。
アレクセイ・イワーノフ
ロシア系の男性宇宙飛行士。澤村と共にISSに着任したメンバーの1人。
アルフレッド
ISS勤務のベテランクルー。
ISSのデブリ衝突個所修理ためEVA活動を行なっていたところ、宇宙戦闘が撒き散らした大量のデブリ群に遭遇。辛くもISS内に逃げ帰るがデブリにより左腕を負傷してしまう。
オーティス
月面基地スィートホームのBSたちブルーカラーのリーダー。
眼鏡ともみあげから顎にかけて濃い髭を生やした、BSらしいごつい体をもった黒人男性。頭が固く無愛想で誰にでも喧嘩腰で突っかかる悪い癖がある。仲間意識が強すぎるきらいがあり、それ故ホワイトカラーとは反りが合わず敵視している。
エリック
月面基地スィートホーム警備部警備主任。白人男性。
普段から自分勝手で非協力的なブルーカラーたちの態度が気に入らず対立している。特にリーダーのオーティスとは顔を合わせれば罵りあう犬猿の仲。
2030年時点ではユピテル社の倉庫に勤務している。
シモンズ
月面基地スィートホーム技術部教授。専門は低温核融合で月面での核融合炉建設に関わっている。
部下のホセが何者かに殺され、行方不明のパメラにテロリストの疑いがある事から、エリックと共にパメラの私物検査を強行しようとし、ブルーカラーたちとイザコザを起こしてしまう。
メリッサ・カーマイケル
月面基地スィートホームの司令官。米民主党議員からNASA入りした白人女性。
月基地内での不審な事故からブルーカラーを中心に疑われていたテロリスト捜索を黙殺した上で放置。後にその存在が明らかになったことからホワイトカラーとブルーカラーの決定的な対立を招き、自らの管理責任を問われることを怖れて保身に走ろうとする。司令官という立場にありながらいざという時の決断力に欠ける。
エドワード
月面基地スィートホームの副司令官。白人男性。米国務省出身。
暴動寸前の月基地の惨状に思わず保身に走ろうとするメリッサを「同じ保身に走るならもっと高い視点に立つべき」とたしなめる。
ハンク
月面基地スィートホームの常駐医師。
度重なる事故で運び込まれる患者の数に頭を悩ませる。吾郎とマギーが行方不明となったパメラのカウンセリング記録を見に来たと知り「意外に早く訪れた」と言った所をみると、パメラの居場所についてある程度の見当がついていたようだ。
実は米宇宙軍がスィートホームに密かに送り込んでいたスパイ。パメラのカウンセリング記録から彼女が家庭菜園に隠れていることを早々に掴んでおり、しかし管理責任者のカトーが司令部に何の報告もしてこないことからカトーがテロリストであると推理しほぼ確信を得ていた。しかし犯人を刺激しないように自ら動くことはせず、吾郎とマギーが家庭菜園に踏み込んで証拠を掴むのを待っていた。カトーがパメラの死体を発見したことを餌にホワイトカラーとブルーカラーを煽動したことで基地内に暴動が発生。それを受けて己の正体を現し、メリッサに月の裏側に展開する米宇宙軍への出動要請するように呼びかける。しかしそれこそがカトーの真の狙いだった。
核融合炉破壊に向かうカトーを自ら始末すべく地下行きモノレールの中で追い詰めるも、宇宙服を着ていなかったことを突かれてモノレールを発進させられてしまい、真空の中に放り出され死亡する。
パメラ
月面基地スィートホームのBSとして働く白人女性。
マギーがスィートホームに到着した時には既にテロの恐怖に怯えた錯乱状態になっている。偶然ホセ・ガルシアの死体を発見してしまい、基地から逃げ出して行方知れずになるが、その後基地内の家庭菜園に隠れていたところを何者かによって殺害される。
ホセ・ガルシア
月面基地スィートホームの技術部重機管理責任者。
暴走事故を起こした大型トラックの整備管理者だったが、点検報告書にサインをして司令部にオンライン転送をした後、何者かに生身でエアロックに閉じ込められて殺害される。ところが死亡推定時刻によれば死亡したのは点検報告書を司令部に転送する前である事が分り、テロリストの存在が明確になった。

### 中国軍関係者
ツェン・リー(声：山口太郎)
中国人民解放軍の宇宙飛行士。中国名：鄭 力、英語名：Zheng Li
中国製の宇宙戦闘機・天龍（テンロン）に乗り込み、ロストマン率いる米宇宙戦闘機隊と単身交戦しこれを全滅させる。が、自身の機体もまた深刻なダメージを負い、同じく危機に陥ったロストマンと協力して地球に生還した。帰還後は「中国宇宙英雄」と呼ばれ、中国宇宙軍の重要ポストに就く。
中国の月基地開発資材を運ぶ武装貨物船団団長として宇宙に舞い戻ったところ、月から撤退中の米宇宙軍と遭遇し交戦。敵戦闘艦ハッセルホフ他数隻を撃破、月軌道での戦闘でもルナネクサス陥落寸前まで追い詰めた後、月の大地に立つ。
ロストマンの宿命のライバル。
メイメイ・リー
ツェンの娘で、宇宙戦闘機のパイロット。操縦の腕前は父譲り。ムーンチャイルドを産む事を夢見ている。
加藤研一 (カトー)
第5次月遠征隊の菜園管理担当の日本人技術者。月面基地「スイートホーム」を取材で訪れたマギーの案内役も担当する。
愛想の良い好青年として振る舞っているが、その正体は「共和国」から送り込まれた一流の工作員・2186号。拉致した日本人の戸籍に背乗りして「加藤研一」に成りすまし、NASDAの第23期BS訓練生を経てスイートホームへ着任し、工作活動を行う。結果としてアメリカ宇宙軍の配備状況を同盟国・中国に報せる任務を達成したが、米軍の攻撃で脱出は適わず月で息絶えた。
この作品において出身国が明言されていない異例の人物だが、北朝鮮人である事が強く示唆されている。

## その他のキャラクター

### 主要人物たちの親族
猿渡 総一郎 (声：宮田浩徳)
吾郎の父。家業の酒蔵を弟の研二郎に任せ、登山家兼山岳ライターとして生計を立てている。
大阪府吹田市の団地で妻の良枝と二人暮し。非常にノンビリとした性格だが、吾郎と同じく、普通の暮らしには満足できない性分。しかし家に居着けないながら妻への愛情は人一倍深く、良枝が亡くなった際には、理代子に頼んで「お前なりにお母ちゃんの供養をしてやってくれ」と月面にいる吾郎に編集したビデオレターを託す。
理代子妊娠報道の時には月に縛り付けられる孫に会えるのかとつぶやいていた。
猿渡 良枝 (声：つかもと景子)
吾郎の母。
吾郎が第一次月遠征隊として月面基地建設に携わっている最中に原付バイクによる自損事故で他界。懐の深い優しく温かみのある女性で、不在がちな夫と息子の帰りを待ちながらペットの亀の世話をして生活していた。
若い頃はかなりの美人。しかし体が弱く入退院を繰り返していて、総一郎とのデートで大阪万博に行くも4時間並んだ末に日射病で倒れてしまい、月の石やアポロ宇宙船が見られなかった事を心残りにしていた。それ故自分の届かなかった宇宙での吾郎の活躍を何より楽しみにしていて、ビデオレターの中に「いつか月にも私のようなおばちゃんがたくさん住めるような街を作って欲しい」とメッセージを残し、吾郎に看取れなかった無念の涙を流させた。
(旧姓・猿渡) 明美 (声：牧島有希)
吾郎の妹。二児の母で、夫の和彦は猿渡酒蔵の社員。
家業も家族も省みず勝手な生き方をする父と兄を嫌っている。男どもがだらしないからか、かなりのしっかり者で母の葬式でも身重でありながらテキパキと働いていた。
猿渡 研二郎 (声：広瀬正志)
吾郎の叔父。放蕩な兄に代わり造り酒屋・猿渡酒造の社長を継ぐ。
兄や吾郎のような家庭を顧みない生き方を嫌っているが、吾郎の活躍のおかげで実家の猿渡酒造も賑っただけに痛し痒し、と感じている。
沢村 知佳 (声：望月久代)
耕介の妹で、初登場時は女子高生。
「ドネルケバブ号事故」でシドニーを救った英雄とされている吾郎のファンで、兄にサインを頼んでいたが、不意に沢村家を訪れた吾郎に風呂上りの姿を見られてしまう。
その後兄を追ってアメリカに渡り、カリフォルニアの大学に語学留学する。アメリカでボーイフレンドが出来ていることもあり、そのままアメリカに定住するつもりでいる。
マリク・アリ・ムハンマド (声：福山潤)
ロストマンの被保護者となる青年。
父・アフマドは少数民族勢力のゲリラで、自ら救出したロストマンに息子を託した。肌身離さず持っている半月刀は父の形見で、一族の誇りと揺るぎない信念が込められている。
米国に亡命後、仲間たちとモデルロケット作りに情熱を燃やす。
祖父はベドウィンのハジミ族の首領だったが最期まで政府軍に付いていたために政権が替わって以降は裏切り者扱いされてきた。過酷な戦場で戦ってきたことから子供の頃から車の運転もこなし、喫煙までしている。

### ゲストキャラクター
フローラ・ボーマルシュ (声：井上喜久子)
吾郎とロストマンがエベレスト登頂の途中に雪崩に巻き込まれたフランス登山隊の美人女性クライマー。
雪に埋もれていたところを吾郎たちに救助されるものの、既に内臓に相当なダメージを負っていて、吹雪の為に下山出来ない中で3日間耐えるが、最期は吾郎たちに見守られながら死亡。吾郎はクライマーとしての無念の気持ちを供養するためにフローラの着けていた指輪を山頂まで持っていく。
吾郎たちは救助した時の状況から「白雪姫」と呼んでいた。雪崩で滑落した中にはジャンという恋人もいたらしい。
実篤先生 (声：宮田浩徳)
吾郎の働いていた建設現場の日雇い労働者。
吾郎と仲が良かったらしく、いつも武者小路実篤の「人生詩集」の一説を口にしていることから建設作業員たちからは実篤先生と呼ばれていた。作業中に鉄骨の落下事故に巻き込まれ重傷を負うが、吾郎の活躍により無事救助される。
倉持 (声：てらそままさき)
吾郎の勤める竹永建設の宇宙用建設重機開発室・主任研究員。
吾郎と同じく「ネクサス計画」の為のBS候補として会社の一次面接を受ける。理代子とは肉体関係もある不倫関係で、それまでも理代子から個人情報を得て出世していたように出世術には長けているものの、見た目ほど優秀な人物ではない。
理代子も最初は倉持の為に吾郎を調査していたが、逆に吾郎の男としてのスケールの大きさに惚れ込んでしまい、結局捨てられてしまった。妻との間には3人の子供がいる。
モエラ (声：斎賀みつき)
クリスの姉で未亡人。
NASDAからテキサス州ヒューストンのNASAジョンソン宇宙センターに派遣されていた吾郎と行きずりの恋に落ちる。吾郎もヒューストン滞在中はジェファーソン家に居候していた模様。その前もフランス人、イタリア人、メキシコ人などと付き合っていたとされる描写がある。
クリスからは「リリーフエースがマウンドに上がるまでの肩慣らしに付き合うブルペンキャッチャーのような女」と表現され、アウトロー気質の男に惚れてしまう性癖から、決して本当の幸せを掴めないだろうと思われている。
トレイシー
モエラの娘。
優しくて頼りになる吾郎を気に入っており、母と結婚して欲しいと思っていた。
後に月の寄宿学校の先生（柔道の重量級選手）になり、ムーンチャイルド達のよき理解者になる。
トーマス (声：矢部雅史)
米軍専任の郵便屋の青年。
NASAからロストマン宛の転属命令書を緊急出撃前に届けようと奔走する。フロリダにベッキーというガールフレンドがいるらしい。自分の仕事には誇りを持っていて、自分は宇宙に行ける人間ではないが、その願いを託すことの出来るスタッフになりたいと考え、その憧れの対象がロストマンだった。
ダグラス軍曹 (声：土屋トシヒデ)
トーマスの先輩。いつもサングラス姿で酒瓶を手放さない陽気な性格。
ターニャ (声：岡本麻弥)
吾郎が自ら乗り込むロシア製スペースシャトルの打ち上げの為に立ち寄った先のモスクワで出会ったストリッパーであり売春婦。
自称元キーロフバレエ団の踊り子で、マリインスキー劇場で「ジゼル」を踊ったことがある、というが真相は不明。短い期間ながら逢瀬を重ね、吾郎に惚れた末に売春は止めていたが、相手が手の届かないところに行く人間なのだと悟っており、別れた後は再び売春婦として客を取るようになる。
アラン、ロバート (声：三宅健太、白熊寛嗣)
スクープの為に命を賭けるパパラッチ。
標的としたロストマンを5ヶ月に渡り追っていたが、ラスベガスでエリア51行きのプライベートジェット（通称：ジャネット便）を目にしてしまったことで軍のエージェントのリンチを受け大怪我を追うも諦めきれず、最新鋭の装備を手にエリア51に潜入。軍が秘密開発していたスペースプレーン「X-68」の撮影に成功するが、その瞬間の風圧でアンチセンサーコートが剥ぎ取られてしまい、潜入が発覚。バイクで逃走したが追ってきた軍の軍用ヘリに容赦のない銃撃を浴びせられて死亡。
ゼベッカ・フィルスマイヤー
ヨゼフの妻。
高齢ゆえなかなか子宝に恵まれなかったが、ようやく妊娠。しかしその出産最中に夫のヨゼフが事故に巻き込まれてしまう。
カール・フィルスマイヤー
「ドネルケバブ号事故」の際に生まれたヨゼフの息子。
サッカー好きの少年で休日にはヨゼフと練習に励んでいるようだ。
ルネ・クロード
NASA顧問弁護士事務所の弁護士。
ロスで起こったコンビニ強盗射殺事件で被疑者となったルーシー・ウーの弁護を受け持つ。
ウイリアム・ホー
マレーシア宇宙局の人物。
ルネ・クロードに買収されて、コンビニ強盗射殺事件でのルーシー・ウーに関する澤村の証言をもみ消そうと圧力をかける。
鶴岡
タカ派に属する日本の防衛庁長官。
純国産のミサイル技術温存という名目で吾郎の提案に乗り、H-IIAロケットによる有人飛行計画に手を貸す。日本政府を説得した上で自衛隊を動かし、妨害工作を仕掛ける中国側に対する武力行使を容認。
西条勘太郎
陸上自衛隊一等陸佐。
鶴岡防衛庁長官の信任を受け、吾郎のH-IIAロケット打ち上げ護衛任務を指揮する。鶴岡の許可が下りたことで、妨害工作を試み日本の領海を侵犯して来た中国のものと思われる原子力潜水艦へ攻撃命令を出す。
橘かおり
陸上自衛隊陸曹長。H-IIAロケット打ち上げ護衛任務において要人である澤村の秘書兼ボディーガードを勤める。
爆乳の持ち主で真面目な澤村でさえ思わず鼻の下が伸びてしまう程。しかし相応の軍事訓練を受けたエリートであり、打ち上げ阻止を狙った中国同盟国のテロリストと偶然鉢合わせし対峙しても、H-IIAロケットを狙うための100ミリ対戦車ロケット榴弾を自分たちには使えない、と即座に判断。自らの手でテロリストを射殺し、技術者たちとH-IIAロケットを危機から救った。
政 (まさ)
H-IIAロケット開発に携わった技術者。
日本のロケット事業撤退によるリストラにあい浮浪者生活をしていたが、荒川に声を掛けられたことで吾郎の打ち上げ計画に参加する。種子島に上陸後、技術者送迎バスを狙った爆破テロに巻き込まれて命を落とす。
松 (まつ)
H-IIAロケット開発に携わった技術者。荒川に声を掛けられたことで吾郎の打ち上げ計画に参加する。種子島に上陸後、技術者送迎バスを狙った爆破テロに巻き込まれて右手を失い、気遣った荒川にさえ「付いて来なければよかった」と言い放ち、人生に絶望してしまう。
ノブ
H-IIAロケット開発に携わった技術者。技術者送迎バスを狙った爆破テロ後、命を狙われる恐怖に耐え切れなくなり、娘が翌年に結婚を控えている上に糖尿病を患っている妻がいる事情もあって打ち上げ計画から抜けようとした。しかし嵐により本土行きの飛行機が欠航となったため一旦信号観測用アンテナ施設の宿舎に戻ろうとしたところ、中国同盟国テロリストによる妨害工作と思われるH-IIAロケット移送ルートで土砂崩れが発生した事を橘から聞きつけ、一緒に帰ろうとしていた12名の仲間たちと共に道路復旧を手伝いに向かう。その途中の山道を下っていたところ、H-IIAを狙っていたテロリストに遭遇。
徳 (とく)
H-IIAロケット開発に携わった技術者。
技術者送迎バスを狙った爆破テロで車椅子になるが、既に身寄りも無く「老人ホームに戻るよりはここにいた方がマシ、ここが自分の死に場所」と決意し種子島に残留する。
岩 (がん)
H-IIAロケット開発に携わった技術者。
技術者送迎バスを狙った爆破テロ後も技術者としての意地から最後まで荒川等と共にH-IIA打ち上げを見届けることを選択する。愛美という4歳になる孫がいる。ふさふさの頭髪は実はかつら。